# Lacunaria
Lacunaria là một chi thực vật có hoa trong họ Ochnaceae.

## Loài
Chi Lacunaria gồm các loài: